# Euglossa obrima
Euglossa obrima is een vliesvleugelig insect uit de familie bijen en hommels (Apidae). 
De bij wordt ongeveer 1,3 cm groot. De soort is waargenomen van het midden van Mexico tot Nicaragua.